# Évin-Malmaison

Évin-Malmaison este o comună în departamentul Pas-de-Calais, Franța. În 1 ianuarie 2022 avea o populație de 4.657 de locuitori.